# Bohunice (okres Levice)
Bohunice (dříve Hontianske Bohunice) jsou obec na Slovensku v okrese Levice. Žije v nich 159 obyvatel.

## Pamětihodnosti
- Evangelický kostel, jednolodní původně pozdně renesanční stavba z let 1656-1658 s polygonálním ukončením presbytáře a věží tvořící součást její hmoty,  Prošel barokními úpravami v roce 1703 a klasicistně byl upraven v roce 1779. V roce 1854 byla přistavěna klasicistní věž. V interiéru se nachází empírový oltář s obrazem Nanebevstoupení Krista ze začátku 19. století. Autorem oltářního obrazu z roku 1871 je Alfonz Ňári. Kazatelna a křtitelnice jsou kamenné, křtitelnice pochází ze 16. století. Varhany jsou z roku 1885.[3]
- Renesanční zámeček, dvoupodlažní obdélníková stavba, původně kurie ze 17. století. Stavba byla neogoticky přestavěna v polovině 19. století. Po druhé světové válce byl nevhodně přestavěn. Zámeček má dvě nárožní věže, atika je řešena jako romantické cimbuří. Okna mají šambrány ve tvaru lomeného oblouku.[4]
- Klasicistní zámeček, dvoupodlažní dvoutraktová stavba na půdorysu obdélníku z roku 1816. Zámeček postavil Ignác Ňári. Upravován byl v roce 1954. Sedmimosé fasádě dominuje rizalit s portikem. Místnosti přízemí jsou zaklenuty pruskými a valenými klenbami s lunetami, patro je plochostropé.[5]
- Vodní mlýn, lidová jednopodlažní stavba z konce 19. století; na půdorysu obdélníku se sedlovou střechou.[6]
- Bohunický park

## Rodáci
- Samuel Adamčík (1904–1984), divadelní a filmový herec
- Martin Bujna, luterský kněz, náboženský spisovatel a publicista
- Bedřich Procházka, luterský kněz, náboženský spisovatel
- Michal Godra, básník, lingvista, publicista a pedagog
- Samuel Godra, evangelický kněz a básník